# Mathéo Vroman
Mathéo Vroman (Villeneuve-d'Ascq, 19 november 2001) is een Frans voetballer die uitkomt voor Royal Excel Moeskroen. Vroman is een aanvaller.

## Carrière
Vroman ondertekende in juni 2018 zijn eerste profcontract bij Royal Excel Moeskroen. Zijn eerste officiële speelminuten bij de club kreeg hij op 2 april 2019, toen hij in de Play-off 2-wedstrijd tegen Union Sint-Gillis in de 83e minuut mocht invallen voor Frantzdy Pierrot. Vier dagen later kreeg hij een basisplaats tegen Cercle Brugge. Trainer Bernd Storck liet hem uiteindelijk ook nog invallen tegen KV Kortrijk.
Na twee seizoenen zonder officiële speelminuten in het eerste elftal kreeg hij in het seizoen 2021/22 opnieuw een kans, weliswaar in Eerste klasse B.

## Clubstatistieken
| Seizoen         | Club                  | Land            | Competitie         | Competitie | Competitie | Beker | Beker | Supercup | Supercup | Europees | Europees | Totaal | Totaal |
| Seizoen         | Club                  | Land            | Competitie         | Wed.       | Dlp.       | Wed.  | Dlp.  | Wed.     | Dlp.     | Wed.     | Dlp.     | Wed.   | Dlp.   |
| --------------- | --------------------- | --------------- | ------------------ | ---------- | ---------- | ----- | ----- | -------- | -------- | -------- | -------- | ------ | ------ |
| 2018/19         | Royal Excel Moeskroen | Vlag van België | Jupiler Pro League | 3          | 0          | 0     | 0     | —        | —        | —        | —        | 3      | 0      |
| 2019/20         | Royal Excel Moeskroen | Vlag van België | Jupiler Pro League | 0          | 0          | 0     | 0     | —        | —        | —        | —        | 0      | 0      |
| 2020/21         | Royal Excel Moeskroen | Vlag van België | Jupiler Pro League | 0          | 0          | 0     | 0     | —        | —        | —        | —        | 0      | 0      |
| 2021/22         | Royal Excel Moeskroen | Vlag van België | Eerste klasse B    | 7          | 0          | 1     | 0     | —        | —        | —        | —        | 8      | 0      |
| Carrière totaal | Carrière totaal       | Carrière totaal | Carrière totaal    | 10         | 0          | 1     | 0     | 0        | 0        | 0        | 0        | 11     | 0      |

Bijgewerkt op 17 november 2021
1 Delavalée ·
2 Duplus ·
4 Gueye ·
6 Dekuyper ·
7 Tainmont ·
8 Bourdouxhe ·
9 Postolachi ·
10 Bakić ·
11 Mohamed ·
14 Faraj ·
15 Lepoint  ·
16 Mayoka-Tika ·
17 Dione ·
19 Vroman ·
20 Lucas ·
21 Gillekens ·
22 Bocat ·
24 Henry ·
25 Diandy ·
26 Silvestre ·
28 Angiulli ·
29 Badibanga ·
30 Carcela ·
32 Gnohéré ·
35 Mandanda ·
40 Simba ·
70 Tabekou ·
Myny ·
Giunta ·
Coach: Jeunechamps